# Hijazi arapski
Hijazi arapski (ISO 639-3: acw), arapski jezik koji se govori u Saudijskoj Arabiji uz obalu Crvenog mora i obližnjem planinskom zaleđu. Ima nekoliko dijalekata: sjeverni, južni i obalni i dolinski tihaamah.
Sjeverni ima četiri a južni 16 pod-dijalekata. Govori ga oko 6 000 000 ljudi (1996). Sa sobom su ga sredinom 19. stoljeća na područje Eritreje donesli Rashaydah Beduini, ali broj govornika nije poznat.

## Vanjske poveznice
- Ethnologue (14th)
- Ethnologue (15th)